# Paedomecynostomum
Paedomecynostomum är ett släkte av plattmaskar. Paedomecynostomum ingår i familjen Mecynostomidae.